# Dodecanolo
Il dodecanolo o alcool laurilico, è un composto organico prodotto industrialmente da olio di nocciolo di palma o olio di cocco. È un alcol grasso. Gli esteri solfati dell'alcool laurilico, in particolare il lauril solfato di sodio, sono molto usati come tensioattivi. Il sodio lauril solfato, il lauril solfato di ammonio e il sodio lauriletere solfato sono tutti usati negli shampoo . L'alcol laurilico è insapore e incolore con un odore floreale. 

## Produzione e utilizzo
Nel 1993 la domanda europea di dodecanolo era di circa 60mila tonnellate all'anno (Tt/a). Può essere ottenuto dagli acidi grassi del palmisto o dell'olio di cocco e dagli esteri metilici mediante idrogenazione.  Può anche essere prodotto sinteticamente tramite il processo Ziegler. Un classico metodo di laboratorio prevede la riduzione Bouveault-Blanc del laurato di etile. 
Il dodecanolo è usato per produrre tensioattivi, oli lubrificanti, prodotti farmaceutici, nella formazione di polimeri monolitici e come additivo alimentare per esaltare il sapore. In cosmesi, il dodecanolo è usato come emolliente . È inoltre il precursore del dodecanale, importante fragranza, e dell'1-bromododecano, un agente alchilante per migliorare la lipofilia delle molecole organiche.

## Tossicità
Il dodecanolo può irritare la pelle. Ha circa la metà della tossicità dell'etanolo, ma è molto dannoso per gli organismi marini. 

## Mutua solubilità con acqua
La solubilità reciproca di 1-dodecanolo e acqua è stata quantificata come segue. 
| Temperatura, °C     | Solubilità del dodecanolo in acqua | Solubilità dell'acqua nel dodecanolo |
| ------------------- | ---------------------------------- | ------------------------------------ |
| 29.5                | 0.04                               | 2.87                                 |
| 40.0                | 0,05                               | 2.85                                 |
| 50.2                | 0.09                               | 2.69                                 |
| 60.5                | 0,15                               | 2.96                                 |
| 70.5                | 0.09                               | 2.70                                 |
| 80.3                | 0.14                               | 2.89                                 |
| 90.8                | 0.18                               | 2.96                                 |
| deviazione standard | 0.02                               | 0.01                                 |